# Maria Pia Luzi
Maria Pia Luzi (Milano, 15 aprile 1941) è un'attrice italiana.

## Biografia
Ha fatto il suo debutto cinematografico nel 1961 nel lungometraggio La notte di Michelangelo Antonioni.  Dal 1970 ha recitato utilizzando lo pseudonimo Jane Avril. 
Nel 1974 è la protagonista del film Zelda. Ha girato il suo ultimo film Spell (Dolce mattatoio) nel 1977, diretto da suo marito Alberto Cavallone.
Nel 1983 fu la costumista del film Il padrone del mondo.

## Filmografia

### Cinema
- La notte, regia di Michelangelo Antonioni (1961)
- L'ammutinamento, regia di Silvio Amadio (1961)
- I pianeti contro di noi, regia di Romano Ferrara (1962)
- Avventura al motel, regia di Renato Polselli (1963)
- Un treno è fermo a Berlino, regia di Rolf Hädrich (1963)
- Gli imbroglioni, regia di Lucio Fulci (1963)
- Un tentativo sentimentale, regia di Massimo Franciosa e Pasquale Festa Campanile. (1963)
- Le désirable et le sublime, regia di José Bénazéraf (1970)
- Dal nostro inviato a Copenaghen, regia di Alberto Cavallone (1970)
- Quickly, spari e baci a colazione, regia di Alberto Cavallone  (1971)
- Baciamo le mani, regia di Vittorio Schiraldi (1973)
- Diario segreto da un carcere femminile, regia di Rino Di Silvestro (1973)
- Afrika, regia di Alberto Cavallone (1973)
- Zelda, regia di Alberto Cavallone (1974)
- Maldoror, regia di Alberto Cavallone - perduto (1975)
- Spell (Dolce mattatoio), regia di Alberto Cavallone (1977)

### Televisione
- Giallo club - Invito al poliziesco (1961) - serie TV
- Ritorna il tenente Sheridan (1963) - serie TV
- Le inchieste del commissario Maigret (1964-1972) - serie TV  2 episodi
- Ritorno, regia di Gianni Amico (1973) - film TV